# Sempre in bilico
Sempre in bilico è il quarto EP del gruppo Hardcore punk torinese Negazione.

## Tracce
1. Sempre in bilico
2. La nostra vita